# Dr. Dolittle 2
Dr. Dolittle 2 is een Amerikaanse film uit 2001 en de vervolgfilm van Dr. Dolittle uit 1998. Het is een familiefilm die net als de voorganger draait om de door Eddie Murphy neergezette Dr. Dolittle en diens talent om met dieren te praten. De film deed het goed in de
bioscopen waarin hij wereldwijd zo'n US$176 miljoen opbracht.
De inmiddels overleden Australische dierenkenner Steve Irwin heeft een korte rol in de film. Na deze werden nog twee sequels gemaakt. Hierin spelen het grootste deel van de originele acteurs niet meer mee. In Dr. Dolittle 3 wordt de hoofdrol vertolkt door Kyla Pratt die nu de dochter van Dolittle speelt.

## Verhaal
Dr. Dolittle, inmiddels wereldberoemd geworden na zijn vorige avontuur,
krijgt bezoek van een wasbeer die hem vraagt naar een bos te komen voor een
onderhoud met zijn "baas". Die laat hem zien dat mensen reeds begonnen zijn met het
rooien van hun bos en vraagt hem de thuis van vele dieren te redden. Dolittle is eerst
terughoudend maar gaat dan toch akkoord.
In het betrokken bos woont een uniek vrouwelijk exemplaar van de Pacifische Westelijke
beer, Ava. Ze woont er samen met een mannelijke beer van een andere soort.
Dolittles vrouw Lisa, advocate, kan de rechter overtuigen de rooiwerken een maand
op te schorten om een soortgenoot bij Ava te introduceren ter voortplanting. Als er
immers zeldzame dieren in het bos overleven is het wettelijk beschermd.
Dolittle brengt de circusbeer Archie ter plaatse en gaat
ook zelf met zijn gezin in een huisje in het bos logeren. Archie heeft geen zin om
zijn luilekkerleven op te geven maar gaat toch mee om nog beroemder te worden.
Dolittle probeert hem bij te brengen hoe een beer in het wild moet leven maar
Archie brengt er weinig van terecht waardoor ook Ava geen interesse heeft.
Later begint Archie toch naar zijn instincten te
luisteren en slaagt erin een door de dieren onbereikbaar geacht bijennest te
verschalken. Hij wint nu Ava voor zich maar wordt dan in de val gelokt door het
houtbedrijf dat de bomen wil kappen. Hij wordt naar een dorp gebracht en daar
beschuldigd van het aanvallen van mensen om vervolgens te worden opgesloten.
Dolittle ontdekt dat zijn oudste dochter Charisse eveneens met dieren kan praten.
Hij houdt een vergadering met de dieren in het bos en die gaan samen met vele
andere dieren overal ter wereld in staking om Archie te bevrijden. Ze slagen
en Archie en Ava krijgen twee jongen waardoor het bos effectief gered is van de
kap.

## Rolbezetting

### Acteurs
| Acteur               | Personage         | Opmerkingen          |
| -------------------- | ----------------- | -------------------- |
| Eddie Murphy         | dr. John Dolittle |                      |
| Kirsten Wilson       | Lisa Dolittle     | echtgenote           |
| Raven-Symoné         | Charisse Dolittle | oudste dochter       |
| Kyla Pratt           | Maya Dolittle     | jongste dochter      |
| Lil' Zane            | Eric Wilson       | Charisses' vriendje  |
| Jeffrey Jones        | Joe Potter        | eigenaar houtbedrijf |
| Kevin Pollak         | Riley             | advocaat houtbedrijf |
| Victor Raider-Wexler | B. Duff           | rechter              |

### Stemmen
| Acteur           | Personage      | Opmerkingen             |
| ---------------- | -------------- | ----------------------- |
| Norm Macdonald   | Lucky Dolittle | hond van de Dolittles   |
| Steve Zahn       | Archie         | circusbeer              |
| Lisa Kudrow      | Ava            | vrouwelijke beer in bos |
| Mike Epps        | Sonny          | mannelijke beer in bos  |
| Jacob Vargas     | Pepito         | Maya's iguana           |
| Michael Rapaport | Joey           | wasbeer                 |
| Phil Proctor     |                | dronken chimpansee      |

## Prijzen en nominaties
- BMI Film & TV Awards 2002: Winnaar BMI Film Music Award voor David Newman.
- Genesis Awards 2002: Winnaar avondvullende film
- Image Awards 2002: Nominatie uitstekende jonge acteur/actrice voor:
  - Kyla Pratt.
  - Raven-Symoné.
- Kid's Choice Awards 2002: Nominatie:
- favoriete vrouwelijke filmster voor Raven-Symoné.
- favoriete mannelijke filmster voor Eddie Murphy.
- favoriete film.